# Zeke Bratkowski
Zeke Bratkowski, właśc. Edmund Raymond Bratkowski (ur. 20 października 1931 w Westville, zm. 11 listopada 2019 w Santa Rosa Beach) – amerykański futbolista polskiego pochodzenia grający na pozycji quarterback.
Absolwent University of Georgia, spędził 14 lat zawodowej kariery w NFL jako gracz: Chicago Bears, Los Angeles Rams i Green Bay Packers, oraz 26 lat jako trener. Ojciec koordynatora ofensywy Jacksonville Jaguars: Boba Bratkowskiego.
Bratkowski rozpoczął karierę w Schlarman High School. Następnie kontynuował karierę w Uniwersytecie Georgii (1952–1953), gdzie był trenowany przez Wally’ego Butts’a. Był dwukrotnie liderem SEC (Southeastern Conference, Konferencji Południowo-Wschodniej) w ilości podań. Podczas swojej kariery uniwersyteckiej z Georgia Bulldogs wykonał 360 skutecznych podań na 4863 jardów, zajmując 6 miejsce w historii Uniwersytetu Georgii. Został wybrany do „University of Georgia Circle of Honor” oraz „Florida–Georgia Hall of Fame”.
Wybrany w drafcie 1953 w drugiej rundzie z 17 numerem przez Chicago Bears, gdzie rozegrał 5 sezonów, kolejne 3 lata spędził w Rams. Następnie w 1963 trafił do ekipy Vince’a Lombardiego – Green Bay Packers, gdzie pełnił funkcję drugiego rozgrywającego za Bartem Starrem. W Green Bay był nazywany „Wujkiem Zekiem” („Uncle Zekie”), przyczyniając się do zdobycia m.in. mistrzostwa NFL w 1965, Super Bowl I (1967) oraz Super Bowl II (1968). Podczas kariery w NFL podał na 10345 jardów oraz 65 przyłożeń.
Jeszcze w trakcie kariery był asystentem trenera w Packers w latach 1969–1970 oraz 1975–1981. Trenował także Cleveland Browns, Rams, New York Jets i Philadelphia Eagles, na emeryturę odszedł w 1996. Grał z numerem 12, w trakcie sportowej kariery mierzył 188 cm wzrostu i ważył 95 kg. Członek Galerii Sław Green Bay Packers oraz Polsko-Amerykańskiej Narodowej Galerii Sław Sportu od 1995.